# Попп, Луция
Луция Попп (нем. Lucia Popp, словац. Lucia Poppová; 12 ноября 1939, дер. Загорска Вес, Чехословакия — 16 ноября 1993, Мюнхен, Германия) — словацкая певица (сопрано).

## Биография
Родилась в деревне Загорска Вес у Малацек. Её мать была певицей, с которой юная Луция часто пела дома. Её отец, инженер, был когда-то атташе по культуре в британском посольстве. Первоначально собиралась стать актрисой, в 1959—1963 гг. училась в Высшей школе исполнительского искусства у Анны Грушовской, также брала уроки пения в Брно и Праге. В 1963 году дебютировала в Братиславе в партии Царицы ночи в «Волшебной флейте». Эта партия причисляется к высочайшим достижениям певицы; в том же году, после приглашения в Венскую оперу, она записала её под управлением Отто Клемперера. Связи с Венской оперой Луция Попп сохраняла на протяжении всей своей карьеры.
В 1966 году она дебютировала в Ковент-Гарден, в 1967 году — в Метрополитен-опере. Начав как колоратурное сопрано, в 70-е годы певица перешла к лирическим партиям, а позднее и к партиям в операх Штрауса и Вагнера.
Скончалась от опухоли мозга. Была похоронена на кладбище «Соловьиная долина».

## Творчество
В разное время и на разных сценах Попп исполняла такие роли, как Сюзанна и Графиня в «Свадьбе Фигаро», Царица ночи и Памина в «Волшебной флейте», Церлина, Донна Эльвира и Донна Анна в «Дон Жуане», Анхен и Агата в «Вольном стрелке», Зденка и Арабелла в «Арабелле», Софи и Маршальша в «Кавалере розы», Олимпия в «Сказках Гофмана», Ева в «Нюрнбергских мейстерзингерах» и т. д.
Существуют также её записи песен Шуберта, «Четырёх последних песен» Р. Штрауса, «Волшебного рога мальчика» Малера.

## Награды и звания
- Почётное звание «Каммерзенгер» Венской государственной оперы (1979)[7]
- Орден Двойного белого креста 1 класса (7 января 2016 года, посмертно)[8]